# Quận Fergus, Montana
Quận Fergus là một quận thuộc tiểu bang Montana, Hoa Kỳ.
Quận này được đặt tên theo. Theo điều tra dân số của Cục điều tra dân số Hoa Kỳ năm 2000, quận có dân số 11.893 người. Quận lỵ đóng ở Lewistown6.

## Địa lý
Theo Cục điều tra dân số Hoa Kỳ, quận có diện tích 4.350 dặm vuông Anh (11.266,4 km2), trong đó có 11 dặm vuông Anh (28,5 km2) là diện tích mặt nước.

### Các xa lộ chính
- U.S. Highway 87
- U.S. Highway 191
- ‎ Montana Highway 3
- ‎ Montana Highway 80
- ‎ Montana Highway 81
- ‎ Montana Highway 200

### Quận giáp ranh
- Quận Chouteau, Montana – tây bắc
- Quận Blaine, Montana - bắc
- Quận Phillips, Montana – đông bắc
- Quận Petroleum, Montana - đông
- Quận Musselshell, Montana – đông nam
- Quận Golden Valley, Montana - nam
- Quận Wheatland, Montana – tây nam
- Quận Judith Basin, Montana - tây

## Thông tin nhân khẩu
Theo điều tra dân số 2 năm 2000, quận này đã có dân số 11.893 người, 4.860 hộ gia đình, và 3.197 gia đình sống trong quận hạt. Mật độ dân số là 3 người trên một dặm vuông (1/km ²). Có 5.558 đơn vị nhà ở mật độ trung bình của 1 trên một dặm vuông (0/km ²). Thành phần chủng tộc của cư dân sinh sống trong quận gồm 97,10% người da trắng, 0,08% da đen hay Mỹ gốc Phi, 1,18% người Mỹ bản xứ, 0,19% ở châu Á, 0,29% từ các chủng tộc khác, và 1,16% từ hai hoặc nhiều chủng tộc. 0,81% dân số là người Hispanic hay Latino thuộc một chủng tộc nào. 24,5% là người gốc Đức, 13,5% người Mỹ, Na Uy 13,0%, Ailen 9,3% và 9,0% gốc tiếng Anh theo điều tra dân số năm 2000. 97,1% nói tiếng Anh, Đức 1,2% và 1,1% người Tây Ban Nha là ngôn ngữ đầu tiên của họ.
Có 4.860 hộ, trong đó 28,70% có trẻ em dưới 18 tuổi sống chung với họ, 56,10% là đôi vợ chồng sống với nhau, 6,70% có một chủ hộ nữ và không có chồng, và 34,20% là không lập gia đình. 30,50% hộ gia đình đã được tạo ra từ các cá nhân và 13,90% có người sống một mình65 tuổi hoặc cao hơn. Cỡ hộ trung bình là 2,33 và cỡ gia đình trung bình là 2,91.
Trong quận cơ cấu độ tuổi dân cư được trải ra với 24,50% dưới độ tuổi 18, 6,10% 18-24, 23,60% 25-44, 25,80% từ 45 đến 64, và 19,90% từ 65 tuổi trở lên người. Độ tuổi trung bình là 42 năm. Đối với mỗi 100 nữ có 94,80 nam giới. Đối với mỗi 100 nữ 18 tuổi trở lên, đã có 93,40 nam giới.
Thu nhập trung bình cho một hộ gia đình trong quận đạt mức USD 30.409, và thu nhập trung bình cho một gia đình là USD 36.609. Phái nam có thu nhập trung bình USD 27.260 so với 18.138 USD đối với phái nữ. Thu nhập bình quân đầu người là 15.808 USD. Có 10,60% gia đình và 15,40% dân số sống dưới mức nghèo khổ, bao gồm 19,40% những người dưới 18 tuổi và 12,20% của những người 65 tuổi hoặc cao hơn.